# هادریان فن نس
هادریان فن نس (انگلیسی: Hadriaan van Nes؛ زادهٔ ۷ اوت ۱۹۴۲) ورزشکار روئینگ اهل پادشاهی هلند است.
وی در مسابقات کشوری و بین‌المللی در مجموع برندهٔ ۱ مدال طلا، ۱ مدال نقره، ۱ مدال برنز شده‌است.